# Barfotagrevinnan
Barfotagrevinnan (engelska: The Barefoot Contessa) är en amerikansk dramafilm från 1954 i regi av Joseph L. Mankiewicz. I huvudrollerna ses Humphrey Bogart, Ava Gardner och Edmond O'Brien.

## Rollista i urval
- Humphrey Bogart - Harry Dawes
- Ava Gardner - Maria Vargas
- Edmond O'Brien - Oscar Muldoon
- Marius Goring - Alberto Bravano
- Valentina Cortese - Eleanora Torlato-Favrini
- Rossano Brazzi - greve Vincenzo Torlato-Favrini
- Elizabeth Sellars - Jerry
- Warren Stevens - Kirk Edwards
- Franco Interlenghi - Pedro Vargas
- Mari Aldon - Myrna
- Bessie Love - Mrs. Eubanks
- Diana Decker - berusad blondin
- Bill Fraser - J. Montague Brown
- Alberto Rabagliati - nattklubbsägare
- Enzo Staiola - diskplockare